# 1%CLUB

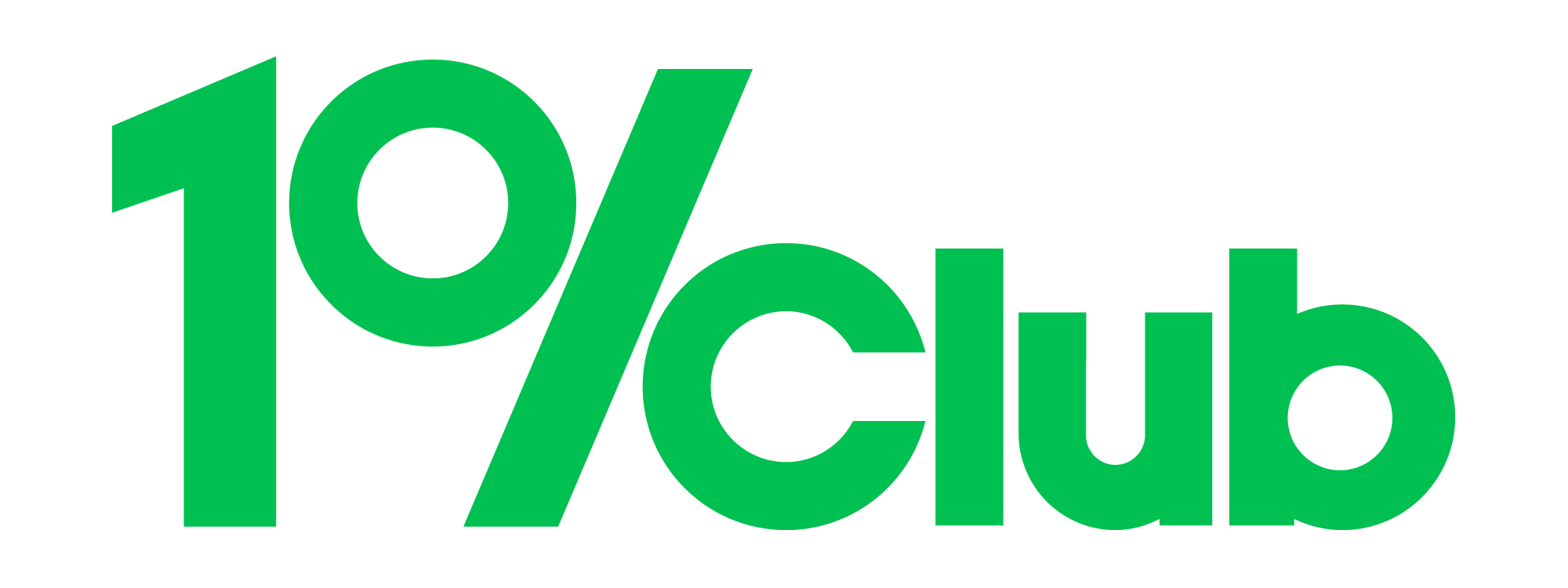
logo van 1%CLUB

De 1%Club is een non-profitorganisatie die een online platform gebruikt om mensen in staat stellen om initiatieven te realiseren voor een betere wereld. Het basisidee is dat mensen of organisaties 1% van hun tijd, inkomen en kennis direct kunnen aanbieden aan een zelf gekozen (ontwikkelings)project. Deze projecten moeten duurzame projecten zijn met een sociale en/of ecologische impact.

## Oprichters
De 1%Club is opgericht door Anna Chojnacka en Bart Lacroix, die beiden een achtergrond hebben in de ontwikkelingssamenwerking. Anna Chojnacka is begonnen als Nederlandse jongerenvertegenwoordiger voor de Algemene Vergadering van de Verenigde Naties in 2003. Daarnaast heeft ze gewerkt als campagneleider bij Fair Trade Original. Bart Lacroix werkte in Tanzania als business advisor voor VSO. Ook was hij online marketing consultant voor Africa Interactive en werkte hij als projectmanager voor Butterfly Works. Zowel Anna Chojnacka als Bart Lacroix hebben zich gespecialiseerd in het toepassen van web 2.0 om zo participatie, en democratie van achtergestelde groepen wereldwijd te vergroten.

## Geschiedenis
De 1%Club is opgericht in 2008. De Nederlandse website is gelanceerd op 1 april 2008. De internationale website is gelanceerd op 12 maart 2010. Anna Chojnacka ontwikkelde de visie dat geld dat bedoeld is voor ontwikkelingshulp beter besteed zou kunnen worden. Tegelijkertijd zag ze dat op het internet mensen grootse dingen tot stand kunnen brengen door samen te werken, neem bijvoorbeeld Wikipedia. Dit motiveerde haar een dergelijk systeem in te willen zetten voor ontwikkelingsvraagstukken. Bart Lacroix vormde hetzelfde idee dat mensen tegenwoordig een persoonlijkere invloed willen hebben op ontwikkelingssamenwerking en dat ze willen zien wat er daadwerkelijk met hun geld gebeurt. Reden genoeg voor het schrijven van het manifest ‘Internationale Samenwerking 2.0’. Dit manifest stelt dat we in een wereld leven waarin de economische middelen zeer ongelijk verdeeld zijn. De voormalige ‘1.0’-manier van hiermee omgaan hield in dat autoriteiten een vastomlijnd meerjarenplan zouden opstellen om armoede op te lossen. Bij Internationale Samenwerking 2.0 hebben de mensen de macht. Tegenwoordig is internet beschikbaar voor iedereen op de wereld, wat van ons de eerste generatie maakt die de kennis en middelen heeft om samen te werken op globale schaal. Daarom is er in naam van de 1%Club een online marktplaats opgericht waar projecten gestart kunnen worden en waar mensen persoonlijk een project kunnen kiezen waaraan ze hun geld, tijd of kennis aan willen bieden. Deze website is een combinatie van verschillende socialemedia-websites: zowel de mensen die een project hebben gecreëerd als de leden introduceren zichzelf op een interactieve manier en leggen uit waarom ze bepaalde projecten steunen met hun giften of tijd.

## Internationale Samenwerking 2.0
Internationale Samenwerking 2.0 wordt gekarakteriseerd door samenwerking, zelforganisatie, collectieve intelligentie, crowdsourcing en open-source marketing. Anna Chojnacka en Bart Lacroix besloten dat dit concept weleens heel goed toegepast zou kunnen worden op het gebied van ontwikkelingssamenwerking. In essentie, de persoon zelf staat centraal en kan zijn of haar eigen wereld creëren. Het idee hierachter is dat deelnemers aan de marktplaats eigenaars worden van het proces, in plaats van dat besluiten van bovenaf worden genomen, om zo samen te proberen armoede te bestrijden. Door de energie, passie, middelen, ervaringen en kennis van mensen op een wereldwijde schaal de verbinden, kan een structuur ontstaan waar een-op-een ontwikkelingssamenwerking mogelijk is. Mensen kunnen samenkomen, kleine stukken informatie online zetten, specifieke kennis delen, specifieke vragen stellen en concrete expertises en oplossingen aanbieden.

## Organisatiestructuur
De 1%Club is een stichting met een bestuur dat uit vijf personen bestaat. Daarnaast heeft de 1%Club een Comité van Aanbeveling, dit zijn prominenten die begaan zijn met de armoedeproblematiek en die achter de doelstellingen van de 1%Club staan. De leden van dit Comité zijn voormalig minister-president Ruud Lubbers, rabbi Awraham Soetendorp, advocate en hoogleraar Tineke Lambooy en advocate Naema Tahir. Op dit moment werken er 6 mensen bij het 1%Club-kantoor in Amsterdam en Nairobi (Kenia). Zij worden gesteund door vrijwilligers, stagiairs en partners (bijvoorbeeld Accenture).

## Financiën
De 1%Club ontvangt subsidies en geld van partners. Daarnaast wordt 1% ingehouden op de bijdrage van particulieren, stichtingen, verenigingen en scholen en 5% op de donaties van bedrijven. De eerste versie van de website is ontwikkeld met een startbedrag van NCDO. Voor 2009 en 2010 heeft de 1%Club een subsidie ontvangen van het Nederlandse Ministerie van Buitenlandse Zaken in de categorie ‘jong en vernieuwend’. De 1%Club ontvangt MFS11 van 2011 tot 2016. Daarom heeft de 1%Club zich ook aangesloten bij de IMPACT-alliantie (‘Innovative Mitigation of Poverty Actions’). Ook Oxfam Novib, Butterfly Works, Somo, Hirda and Fairfood International hebben zich aangesloten bij deze alliantie.

## Projecten
Binnen de 1%Club zijn individuele verantwoordelijkheid en vertrouwen van belang. Leden hebben hun eigen profielpagina en ze kunnen kiezen welk(e) project(en) ze willen steunen. Iedereen kan zien waar de projecten voor staan, waar het geld, de kennis en tijd naartoe gaat, en wat de vooruitgang is. Ook kan bekeken worden wat er goed en fout ging. Uiteindelijk is te zien of het project afgerond is. De projectleiders zijn verantwoordelijk voor de uitkomsten van het project en ze moeten laten zien wie ze zijn, wat ze doen en waarom ze datgene doen. Alle kennis en informatie over de projecten moet direct zichtbaar zijn voor iedereen. Enkele van de condities voor het starten van een 1%Club-project: Het project draagt bij aan een betere wereld. Met een gespecificeerd budget geeft de initiatiefnemer aan waar het geld aan besteed wordt.